# Francisco Bonifás y Massó
Francisco Bonifás y Massó (en catalán: Francesc Bonifaç i Massó, Valls, Tarragona, 1735-Tarragona, 1806) fue un escultor barroco español.
Era nieto de Luis Bonifás y Sastre, biznieto de Lluís Bonifaç el Viejo y hermano de Luis Bonifás y Massó, todos ellos igualmente escultores. 
Establecido en Tarragona, realizó un gran número de obras: San Francisco de Paula, en Sant Martí de Maldà (1762); Santo Cristo, para Morell (1766); Ester y Abigail, para el camarín de la Misericordia de Reus (1772); los retablos de San Isidro, San Roque y San Peregrino para la Catedral de la Seo Vieja de Lérida (1775-1785); el retablo mayor de los carmelitas de Villanueva y Geltrú (1795). Otras obras suyas son de cronología incierta: los retablos de San Olegario y San Agustín para la Catedral de Santa Tecla de Tarragona, el de Santa Rosalía en Torredembarra y la litera de la Virgen de Agosto en Valls. En 1771 fue nombrado académico de la Real Academia de Bellas Artes de San Fernando de Madrid.